# Нуба

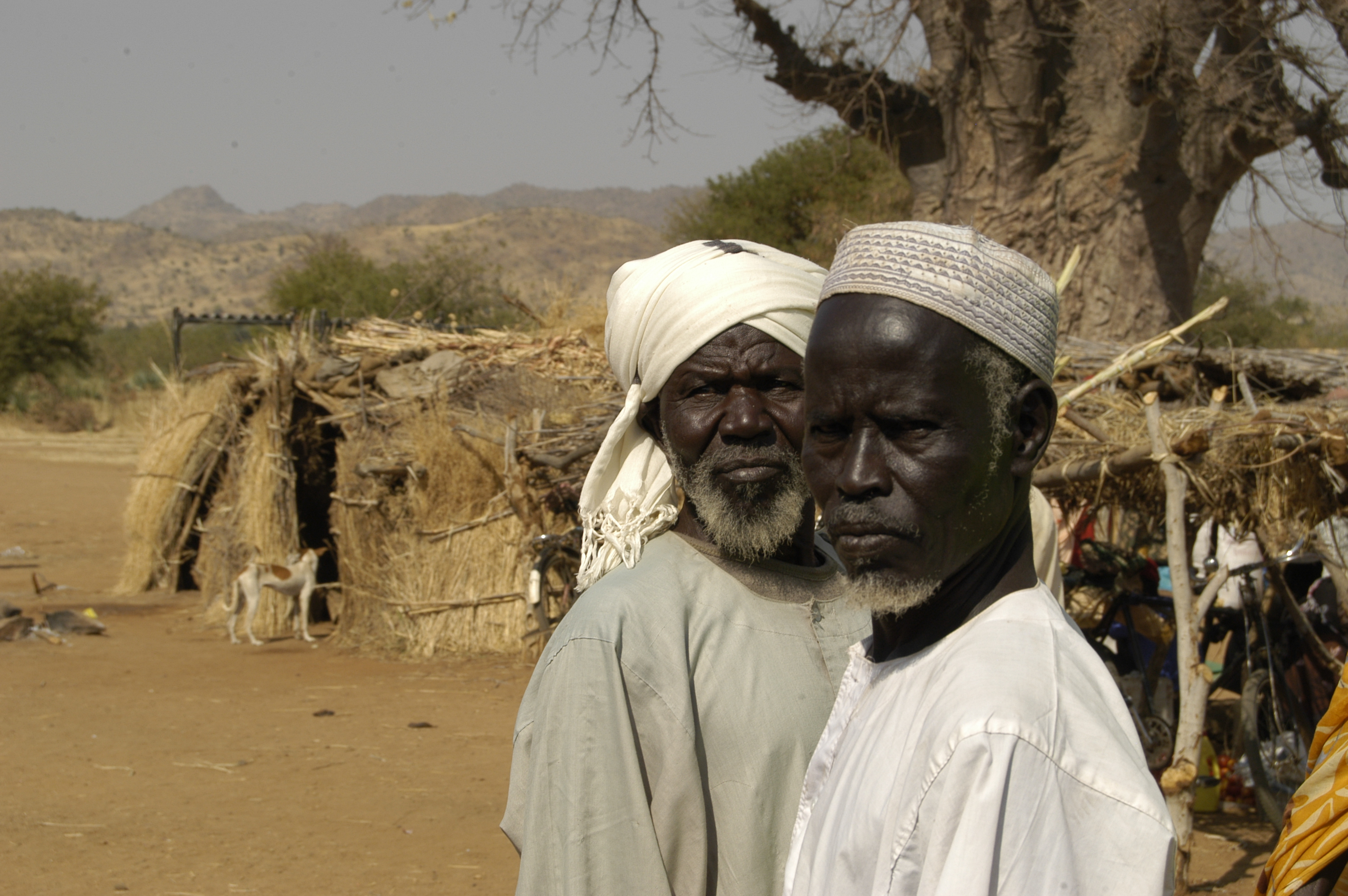
Торговцы-нуба

Нуба, или горные нубийцы (самоназвание — «люди холмов») — общее название народностей, проживающих на границе Судана и Южного Судана в Нубийских горах в провинции Южный Кордофан. Численность — более 1 млн человек. Большая часть народа нуба исповедуют ислам, но сильно́ влияние шаманизма, так как традиционно они проживали в горных районах и влияние ислама усилилось только в XIX веке.
Происхождение этой народности неизвестно. Есть версия, что они потомки кушитов.
Занимаются возделыванием проса и разведением скота. Довольно много диалектов. Их отличает высокий рост. Популярны танцы, развит местный вид борьбы, на который собирается много людей. В отличие от нубийцев, у них развито искусство раскраски тела.
Нуба стали известны благодаря фотографу Джорджу Роджеру, посетившему их в 1949 году. Позже их снимала на кино- и фотокамеру режиссёр Лени Рифеншталь.

## Нуба и нубийцы
Раньше данные народности объединяли в одну. Но в последнее время народность нуба рассматривается как отдельная общность, другое название народности нуба — «горные нубийцы». Это говорит о том, что некогда это был единый этнос.
Нубийцы — это жители равнин и пустынной местности, нуба — жители предгорий Нубийских гор.